# Närdinghundra och Lyhundra kontrakt
Närdinghundra och Lyhundra kontrakt var ett kontrakt i Uppsala stift inom Svenska kyrkan. Det upphörde den 1 juli 2008 då ingående församlingar övergick i Upplands östra kontrakt.
Kontraktskoden var 0102.

## Administrativ historik
Kontraktet bildades 1962 av
hela Närdinghundra kontrakt med
- Almunge församling
- Knutby församling
- Faringe församling
- Edsbro församling
- Ununge församling
- Häverö församling som 2006 uppgick i uppgick i Häverö-Singö församling
- Singö församling som 2006 uppgick i uppgick i Häverö-Singö församling
- Edebo församling

hela Lyhundra kontrakt med
- Väddö församling
- Björkö-Arholma församling
- Estuna församling som 2006 uppgick i Estuna och Söderby-Karls församling
- Söderby-Karls församling som 2006 uppgick i Estuna och Söderby-Karls församling
- Lohärads församling
- Malsta församling som 1974 överfördes till Sjuhundra kontrakt
- Roslags-Bro församling som 2006 överfördes till Sjuhundra kontrakt
- Vätö församlingsom 2006 överfördes till Sjuhundra kontrakt

en del av Olands och Frösåkers kontrakt
- Bladåkers församling